# Varkensoester
De varkensoester is een stuk vlees uit de bil van het varken.
Het vlees wordt gesneden van fricandeau. Doorgaans is de oester wat dikker dan bijvoorbeeld het vlees voor schnitzels en rond gesneden. Het vlees is vrij mager en zeer mals.